# 105 f.Kr.
| 105 f.Kr.          |
| ------------------ |
| Dødsfald - Fødsler |

## Begivenheder
- Gaius Marius og Sulla (reelt Sulla) fanger ved list Jugurtha i Numidien og bringer ham til Rom, hvor han efter triumftoget henrettes. Dermed slutter krigen.